# GV Весов
GV Весов (лат. GV Librae) — двойная затменная переменная звезда (E) в созвездии Весов на расстоянии приблизительно 4270 световых лет (около 1309 парсеков) от Солнца. Видимая звёздная величина звезды — от +15,3m до +13,9m.